# Vlag van Kesteren

Vlag van de gemeente Kesteren
(1959-2002)

De vlag van Kesteren is het gemeentelijk dundoek van de voormalige Gelderse gemeente Kesteren. De vlag werd op 12 juni 1959 per raadsbesluit aangenomen. Op 1 januari 2002 verviel de vlag omdat de gemeente fuseerde met Dodewaard en Echteld tot een nieuwe gemeente, die tot 1 april 2003 Kesteren werd genoemd. Daarna ging deze verder onder de naam Neder-Betuwe.

## Beschrijving
De beschrijving luidt: 
Vier banen van gelijke hoogte van geel, wit, rood en blauw.
Dit zijn de kleuren van het gemeentewapen.

## Verwante afbeeldingen

Wapen van Kesteren

Ammerzoden 
· Angerlo 
· Batenburg 
· Beesd 
· Bemmel 
· Bergh 
· Bergharen 
· Beusichem 
· Borculo 
· Brakel 
· Didam 
· Dinxperlo 
· Dodewaard 
· Dreumel 
· Echteld 
· Eibergen 
· Elst 
· Ewijk 
· Geldermalsen 
· Gendringen 
· Gendt 
· Gorssel 
· Groenlo 
· Groesbeek 
· Hedel 
· Heerewaarden 
· Hemmen 
· Hengelo 
· Herwen en Aerdt 
· Heteren 
· Heukelum 
· Hoevelaken 
· Horssen 
· Huissen 
· Hummelo en Keppel 
· Hurwenen 
· Kerkwijk 
· Kesteren 
· Laren 
· Lichtenvoorde 
· Lienden 
· Lingewaal 
· Maurik 
· Millingen aan de Rijn 
· Neede 
· Neerijnen 
· Overasselt 
· Rijnwaarden 
· Rossum 
· Ruurlo 
· Steenderen 
· Ubbergen 
· Valburg 
· Vorden 
· Wadenoijen 
· Wamel 
· Warnsveld 
· Wehl 
· Wisch 
· Zelhem 
· Zoelen